# Dom rodzinny Katherine Mansfield
Dom rodzinny Katherine Mansfield (ang. Katherine Mansfield Birthplace) — dom Katherine Mansfield, nowozelandzkiej pisarki. Dom położony jest na przedmieściach Wellington, w dzielnicy Thorndon i jest sklasyfikowany w kategorii I czyli jako "dobrze zachowany budynek o bardzo dużej wartości historycznej". 
Początkowo właścicielem domu był polityk Charles Clifford, zaś sam dom został zbudowany przez ojca Mansfield, Harolda Beauchampa. Budynek został od czasu powstania odnowiony przez firmę Katherine Mansfield Birthplace Society Incorporated i jest otwarty dla zwiedzających.